# Psoralea laevigata
Psoralea laevigata là một loài thực vật có hoa trong họ Đậu. Loài này được L.f. miêu tả khoa học đầu tiên.